# Actinodaphne menghaiensis
Actinodaphne menghaiensis är en lagerväxtart som beskrevs av J. Li. Actinodaphne menghaiensis ingår i släktet Actinodaphne och familjen lagerväxter. Inga underarter finns listade i Catalogue of Life.